# Carlos Mallmann
Carlos Alberto Mallmann (Buenos Aires, 24 de diciembre de 1928-Buenos Aires, 3 de mayo de 2020) fue un físico-matemático, docente e investigador, considerado uno de los pioneros de la física y energía nuclear en la Argentina. 
El Observatorio CTS de la Organización de Estados Iberoamericanos ha afirmado que Carlos Mallmann fue “uno de los grandes protagonistas de la historia de la ciencia y la tecnología de Argentina y América Latina (...)En su figura se cifran los conceptos, los valores, la vocación y el ejemplo de un auténtico guardián de la ciencia argentina y latinoamericana”.

## Primeros años
Carlos Alberto Mallmann nació el 24 de diciembre de 1928 en la Ciudad de Buenos Aires, hijo de Arturo José Mallmann y Elsa Dreher.
En 1954 obtuvo su doctorado en Física-Matemática en la Universidad de Buenos Aires, con su tesis de "Espectroscopios beta Tipo Kofoed-Hansen: Óptica electrónica". Luego cursó estudios de posgrado en Holanda con el apoyo de la Comisión Nacional de Energía Atómica (CNEA) y también en  el Argonne National Laboratory de la Comisión Atómica de Estados Unidos (Chicago, Estados Unidos) en donde pudo compartir el resultado de su trabajo con su hallazgo ante el Premio Nobel de Física, Niels Bohr, quien estaba realizando una estadía de trabajo en el mismo laboratorio (1958).
De 1958 a 1961 fue director de Investigaciones de la CNEA (1958-1961), y de 1962 a 1966 Director del Centro Atómico Bariloche y del Instituto Balseiro en Argentina. A su vez, fue profesor titular del Departamento de Física de la Facultad de Ciencias Exactas y Naturales de la UBA y de la Universidad Nacional de Cuyo, y realizó contribuciones importantes en física nuclear de bajas energías.
En 1962 fue nombrado Director del Centro Atómico Bariloche  y del Instituto Balseiro, realizando estudios pioneros de física y energía nuclear en Argentina.
En 1963 se crea con la participación de representantes destacados de las ciencias exactas, naturales, y humanas, y con el apoyo de la Fundación Di Tella la Fundación Bariloche inspirada en sus propuestas para atender el fomento y el desarrollo transversal de las artes y las ciencias, con un enfoque de Desarrollo Humano. La Fundación fue creada con seis departamentos: Biología, Ciencias Sociales, Matemáticas, Recursos Naturales y Energía, Extensión y servicios, y Música. La Camerata Bariloche simboliza el fruto musical de la Fundación. Entre 1967 y 1985 fue el presidente ejecutivo de la misma, y durante ese tiempo fue entre 1973 y 1984 Director de Programa de la Universidad de Naciones Unidas en Tokio (1973-1984) y entre 1972 y 1985 del Wissenschaft Zentrum de Berlín.
Consideraba al arte y a la ciencia como dos caras de la misma moneda: la creatividad. Durante sus años en la Fundación Bariloche comenzó haciendo investigaciones en el campo de la política científica y tecnológica, estudios de calidad de vida, sistema de necesidades, desarrollo humano, modelos alternativos de desarrollo y dinámica societal de largo plazo.
Ha sido figura clave de pensamiento para  dar comienzo a la realización del Modelo Mundial Latinoamericano, que presentó sus resultados en 1975, proponiendo un desarrollo internacional alternativo al modelo neomalthusiano de Los límites del crecimiento a través del Desarrollo Humano, y de la solidaridad entre los países. El modelo fue pionero, y contribuyó a la comprensión del concepto de Necesidades Básicas Insatisfechas (NBI), que luego fuera adoptado por las Naciones Unidas como criterio principal para evaluar el desarrollo humano.
Durante el restablecimiento del sistema democrático de gobierno en Argentina, en 1986, asumió la dirección del Centro de Estudios Avanzados (CEA) de la Universidad de Buenos Aires, en donde logró crear junto a Mario Albornoz y Carlos Correa una maestría innovadora para la gestión de ciencia y tecnología.
En el primer lustro de los años 90 participó en la fundación de Green Cross Argentina, asociada con Green Cross International, creada por medio del Premio Nobel recibido por Mijaíl Gorbachov en 1993 y en la cual ha ocupado el cargo de Presidente del Directorio.
Junto con Cesare Marchetti, Mallmann avanzó en el desarrollo de métodos matemáticos de prospectiva de escenarios sociales mundiales y de competencia tecnológica.
Luego,  Carlos Mallmann continuó desarrollando nuevas metodologías de análisis prospectivo, que llamaba “dinámica societal de largo plazo”. “Sus modelos -siempre con enfoque transdiciplinario- permitieron anticipar épocas de crisis y transiciones en lo político, económico, tecnológico, artístico, a nivel nacional, regional y mundial.” 
El epistemólogo Mario Albornoz ha resumido sobre la personalidad de Carlos Mallmann:

Lo recuerdo fundamentalmente como una persona cálida y entrañable, dotado de una enorme capacidad para los vínculos, tanto en lo que se refiere a los vínculos entre las personas, como entre las ideas. Sólo una persona dotada de tal cualidad pudo ser capaz de reunir en la Fundación Bariloche, creada en 1963 bajo su impulso, a un conjunto de personas de la calidad humana e intelectual de Jorge Sabato, Fidel Alsina, Arístides Romero, Amílcar Herrera, Hugo Scolnik, Enrique Oteiza, Jorge Enrique Hardoy, Gilda Romero Brest, Manuel Mora y Araujo, Gilberto Gallopin y tantos otros. Fue esta cualidad la que le permitió dotar a la Fundación de un programa científico y un programa cultural tan potente como la Camerata Bariloche. La ciencia y la música se requieren mutuamente, decía, porque ambas son expresiones de una dimensión humana única: la creatividad. La propia fundación, ubicada en uno los lugares más bellos de la Argentina, era expresión de una armonía creativa y un estilo de vida respetuoso y amante de la naturaleza, desde el que era casi imperativo soñar con un mundo más equilibrado y justo. Fue también su capacidad para crear vínculos lo que le permitió esforzarse por tener su mente, formada en la física teórica, abierta a una interdisciplina muy sensible a las ciencias sociales. Creo que sin dudas el mejor logro de tal visión integradora fue el Modelo Mundial Latinoamericano.
Mario Albornoz, “Carlos A. Mallmann (1929-2020)”, Centro Redes (Conicet)

## Publicaciones
- 1984: El desarrollo humano en la sociedad contemporanea.
- 1986: Human development in its social context : a collective exploration (1986) by Carlos A Mallmann; Oscar Nudler; Telma Barreiro; United Nations University.; et al London: Hodder and Stoughton in association with the United Nations University
- 1994: C. A. Mallmann, ¿Qué Metas para la ‘Segunda’ Argentina? 1995-2070, A-Z Edotira, Buenos Aires
- 1994: C. Mallmann, “Basic Needs” in Indigenous people, human rights and global interdependence.
- 1998: C. A. Mallmann y G.A. Lemarchand, Generational Explanation of Long-Term ‘Billow Like’ Dynamics of Societal Processes, Technological Forecasting and Social Change, 59. 1-30 (1998)
- 2008: C. Mallmann, “Propuesta de vectores de mediano y largo plazo para la Argentina” en Revista Electrónica del Instituto de Investigaciones "Ambrosio L. Gioja" - Año II, Número 2, Otoño 2008